# Francisco Lopes
Francisco José de Almeida Lopes (ur. 29 sierpnia 1955 w miejscowości Arganil) – portugalski polityk i elektryk, parlamentarzysta, działacz Portugalskiej Partii Komunistycznej (PCP), kandydat w wyborach prezydenckich w 2011.

## Życiorys
Z wykształcenia elektryk, ukończył szkołę techniczną Escola Industrial Marquês de Pombal. W czasie nauk zaangażował się w działalność polityczną. Był działaczem komunistycznego związku studentów (União dos Estudantes Comunistas), zaś w 1974 wstąpił w szeregi Portugalskiej Partii Komunistycznej. Pracował w przedsiębiorstwie Applied Magnetics, gdzie działał w komisji pracowniczej, a także w lokalnej strukturze PCP. Podczas IX kongresu w 1979 został wybrany w skład komitetu centralnego PCP, zaś na XII kongresie w 1988 został zastępcą członka sekretariatu komitetu centralnego partii. Na XIII kongresie w 1990 wszedł do komitetu politycznego ugrupowania.
W 2005, 2009, 2011, 2015 i 2019 uzyskiwał mandat posła do Zgromadzenia Republiki X, XI, XII, XIII oraz XIV kadencji z ramienia PCP w okręgu Setúbal.
W 2010 został kandydatem komunistów w wyborach prezydenckich w 2011. Wsparcia udzielili mu również Zieloni. W pierwszejturze głosowania otrzymał 7,1% głosów, zajmując 4. miejsce wśród 6 kandydatów.